# Sphiggurus roosmalenorum
El puercoespín enano de Roosmalen (Sphiggurus roosmalenorum) es una especie de roedor de la familia Erethizontidae.

## Distribución geográfica
Es  endémica del norte de Brasil. 